# Ō Soto Gari
Osoto Gari è una delle 40 Nage waza originali di Jūdō sviluppate da Kanō Jigorō. Viene inclusa nelle attuali 67 proiezioni del Kodokan Judo, ed è classificata come un ashi waza, ovvero una tecnica in cui la parte principale usata per la proiezione è la gamba.
Solitamente viene usata dai judoka più alti nei confronti di un avversario di statura inferiore, per evitare la controtecnica (gaeshi) più frequente nel caso opposto, l'o soto gari gaeshi.
Lo squilibrio ottenuto in vari modi tende a portare uke verso l'indietro-destra, quindi il piede sinistro di tori prende posizione all'esterno del piede di uke all'altezza del suo avampiede a circa una spanna (la posizione del piede dipende comunque anche dallo slancio che tori esegue, potendosi trovare anche più in avanti rispetto all'avversario della linea del piede di uke, ma così facendo la tecnica ha più similitudini con l'o soto otoshi).
Il contatto (tzukuri) avviene fra la spalla destra di tori e la spalla destra di uke, mentre il braccio sinistro di tori tira verso il basso e il braccio destro al bavero, mantenendo il contatto, spinge verso sinistra.
Importante mantenere il ginocchio della gamba d'appoggio leggermente flesso, per permettere al piede di mantenersi in spinta appoggiando solo l'avampiede, per non sbilanciarsi all'indietro (pericolo di o soto gari gaeshi).
La testa di tori deve protendere verso il basso, quasi appoggiandosi sul braccio di uke nella direzione dello squilibrio.
A questo punto con un movimento d'anca volto a schivare il corpo di uke, si proietta la gamba destra oltre la gamba di uke, mantenendola diritta con la punta del piede in dorsiflessione e si falcia con forza mantenendo l'asse testa corpo gamba su una stessa linea (come la testa scende, la gamba sale diritta).
La proiezione di uke avviene all'indietro.
Se il piede d'appoggio è più arretrato (più avanti) rispetto al piede di uke, spesso la gamba che falcia si ritrova piegata e la falciata è più un agganciamento, mentre la proiezione viene effettuata aiutandosi con il peso del corpo (tecnica più frequente in competizione, che potrebbe essere definita una via di mezzo fra o soto gari ed o soto otoshi).